# Tina Kremlitschka
Tina Kremlitschka (* 1. Februar 1999) ist eine deutsche Fußballspielerin auf der Innenverteidigerposition, die für den FC Carl Zeiss Jena spielt.

## Karriere

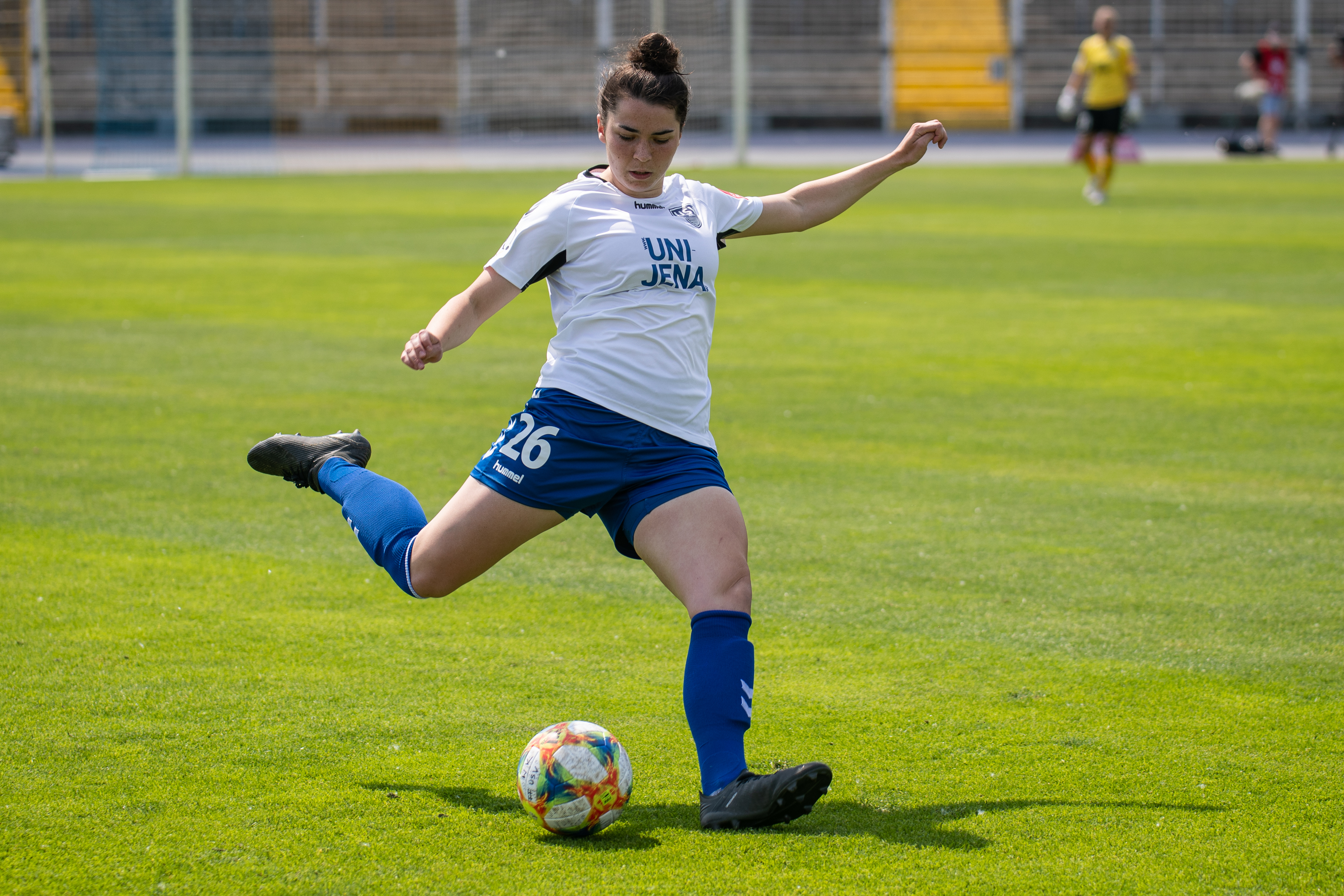
Kremlitschka im Jenaer Trikot (2021)

Kremlitschka spielt seit 2008 in Jena Fußball, sie begann in den Nachwuchsmannschaften des FF USV Jena. Ab Januar 2014 gehörte sie dem Kader der B-Juniorinnen des Vereins an, bis Saisonende 2015/16 kam sie zu insgesamt 40 Einsätzen in der Bundesliga Nord/Nordost, bei denen sie vier Tore erzielte. 2016 absolvierte sie vier Einsätze für die Thüringer Landesauswahl im U18-Länderpokal. Zur Saison 2016/17 rückte sie in den Kader der zweiten Mannschaft, die zu diesem Zeitpunkt in der Regionalliga spielte. Den Jenaerinnen gelang der Aufstieg in die 2. Bundesliga, am 3. September 2017 gab Kremlitschka gegen den TV Jahn Delmenhorst ihr Debüt in der Liga und wurde in der 82. Spielminute wegen eines unsportlichen Verhaltens des Feldes verwiesen; es folgte eine Sperre von zwei Spielen. Zum Saisonende belegten die Jenaerinnen Platz 7 der Nordstaffel und spielten daher die Relegation zur Qualifikation für die eingleisige 2. Bundesliga der Frauen, mussten sich dort jedoch der SGS Essen II geschlagen geben. Ohnehin hätte die zweite Mannschaft des FF USV Jena nicht in der Liga verbleiben können, da die erste Mannschaft zum Saisonende aus der Frauen-Bundesliga abstieg und die Regularien des Deutschen Fußball-Bundes zwei Mannschaften des gleichen Vereins nicht in einer Liga erlauben.
Kremlitschka rückte zur Saison 2018/19 in den Kader der ersten Mannschaft des Vereins auf und blieb damit Spielerin in der 2. Bundesliga. Sie absolvierte 20 Einsätze, bei denen sie drei Tore erzielen konnte, und den Jenaerinnen gelang schlussendlich der direkte Wiederaufstieg in die Bundesliga. Dort kam die Innenverteidigerin in der Saison 2019/20 zu acht Einsätzen und musste am Saisonende mit den Jenaerinnen den Gang zurück in die 2. Bundesliga antreten. Es folgte die Abgabe des Spielrechts an den FC Carl Zeiss Jena. Nach dem direkten Wiederaufstieg gehörte Kremlitschka dem Jenaer Bundesligakader der Saison 2021/22 an, die mit lediglich fünf Punkten aus 22 Spielen als abgeschlagene Letzte den direkten Wiederabstieg antreten mussten; sie bestritt dabei acht Spiele.